# Nagytótlak
Nagytótlak (korábban Lak, Lakszentmiklós szlovénül: Selo, régi vend neve Selanci) szlovén lakosságú falu Szlovéniában, Muravidéken, Pomurska régióban.  Közigazgatásilag Moravske Toplice községhez tartozik. A laza szerkezetű település fő nevezetessége az Árpád-kori Szent Miklós-körtemplom.

## Fekvése
A szinte érintetlen természeti környezetben lévő kis település Muraszombattól 14 km-re északkeletre szlovéniai Goričko tájegységben, a Muravidék északi részén, a magyar határ közelében, a Kebele patak völgyében fekszik.

## Története
A települést  1365-ben említik először, amikor Széchy család akkori feje, Széchy Péter fia Miklós dalmát-horvát bán és testvére Domonkos erdélyi püspök királyi adományul  illetve cserében kapták a Borsod vármegyei Éleskővárért, Miskolcért és tartozékaikért Felsőlendvát és tartozékait, mint a magban szakadt Omodéfi János birtokát. A település a későbbi századokon át is birtokában maradt a családnak. Az 1366-os beiktatás alkalmával részletesebben kerületenként is felsorolják az ide tartozó birtokokat, melyek között a falu "Laak in districtu seu valle Lak Sancti Nicolai" alakban szerepel. A felsőlendvai uradalom egyik kerületének központja volt. Az oklevél is megerősíti, hogy már ekkor állt Szent Miklós tiszteletére szentelt körtemploma. 1685-ben a Széchyek fiági kihalásával a Szapáry és Batthyány családok birtoka lett.
Vályi András szerint "LAK. Tót Lak. Elegyes falu Vas Várm. földes Urai G. Szapáry, és G. Batthyáni Uraságok, lakosai katolikusok, fekszik Kancsóthoz nem meszsze, ’s ennek filiája, határja közép termékenységű réttye, legelője meg lehetős."
Fényes Elek szerint "Tót-Lak, vindus falu, Vas vmegyében, a muraszombati uradalomban 124 kath., 326 evang. lak. Ut. posta Radkerskurg."
Vas vármegye monográfiája szerint " Tótlak (Tót-Lak), a Hebernak hegy lejtőjén fekvő község, 159 házzal és 742 r. kath. ág. ev. és ev. ref. lakossal, akik nagyobbára magyarok. Postája Nagyfalva, távírója Gyanafalva. Határában fogják elvezetni a tervezett gyanafalva-muraszombati vasútvonalat. Templomában Aquila János, hires középkori festő freskó-maradványai vannak."
1910-ben 757, többségben szlovén lakosa volt, jelentős magyar kisebbséggel. Lakói régebben is szlovének voltak, amint azt magyar neve is jelzi (a magyar tót szó egykor minden szláv népet jelentett és ez a terület is a Tótság nevet viselte).
A trianoni békeszerződésig Vas vármegye Muraszombati járásához tartozott, 1919-ben átmenetileg a de facto Mura Köztársaság része lett. Még ebben az évben a Szerb–Horvát–Szlovén Királysághoz csatolták, ami 1929-től Jugoszlávia nevet vette fel. 1941-ben átmeneti időre ismét Magyarországhoz tartozott, 1945 után visszakerült jugoszláv fennhatóság alá. 1991 óta a független Szlovénia része. Lakosainak száma 300 fő (2002).

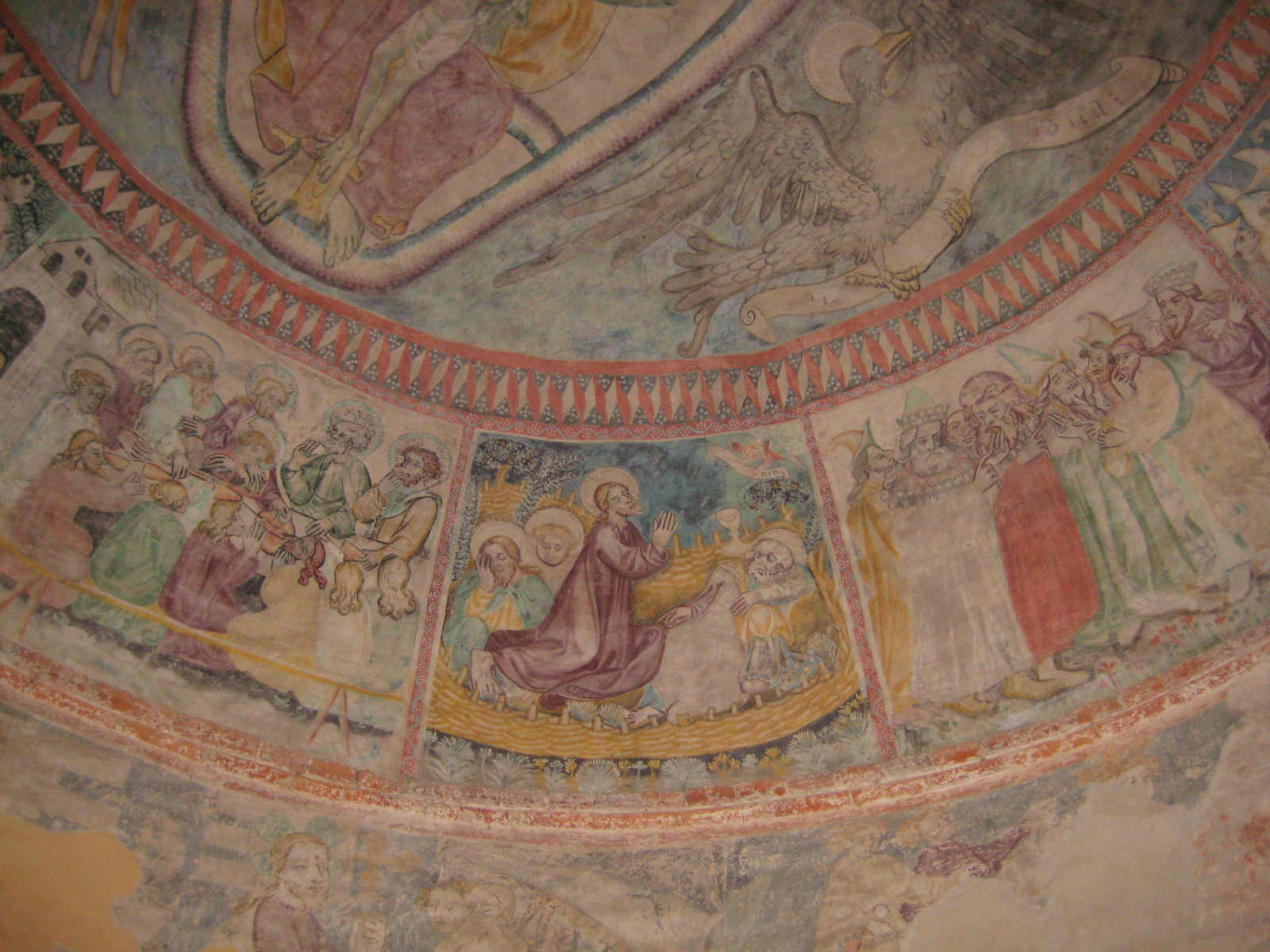
Részlet Szent Miklós-körtemplom freskóiból

## Nevezetességei

### Szent Miklós-körtemplom
A település fő nevezetessége a román stílusú Szent Miklós-körtemplom (kerekegyház vagy rotunda), amely a 13. század első felében épülhetett. Közelében az Európai Unió támogatásával szerény látogatóközpont épült, ahol magyar nyelvű írásos, valamint audio tájékoztató anyagok is rendelkezésre állnak.

### Evangélikus templom
A falu evangélikus temploma a 19. és 20. század fordulóján épült neoromán stílusban. Átépítését 1939-ban kezdték el, de az építést a második világháború hátráltatta. A háború után a pénzhiány hátráltatta az építést. Végül külföldi támogatással is csak 1966-ra készült el a mai templom.